# Taleh Məmmədov
Taleh Mammadov (in azero Taleh Məmmədov; 16 agosto 1989) è un lottatore azero, specializzato nella lotta greco-romana. Ai campionati europei di Bucarest 2019 ha vinto la medaglia di bronzo nel torneo dei 63 chilogrammi.

## Palmarès
- Europei

Bucarest 2019: bronzo nel torneo dei 63 kg;
Varsavia 2021: argento nel torneo dei 63 kg;
Budapest 2022: argento nei 63 kg.

## Altre competizioni internazionali
2020
- 5º nei 63 kg nella Coppa del mondo individuale ( Belgrado)